# Creu de terme de Santa Maria (Montblanc)
Creu de terme de Santa Maria és una obra de Montblanc (Conca de Barberà) inclosa a l'Inventari del Patrimoni Arquitectònic de Catalunya.

## Descripció
Creu metàl·lica sobre base de pedra gravada amb diversos motius difícilment discernibles degut a l'estat de desgast de la figura. Tanmateix, l'estil sembla clarament gòtic.

## Història
No s'ha trobat la data exacta de la seva realització.